# 第18国民擲弾兵師団
第18国民擲弾兵師団（18. Volks-Grenadier-Division）は、ドイツ陸軍の歩兵師団である。

## 編成
第18国民擲弾兵師団は、1944年9月2日、デンマークに設置されていた第571国民擲弾兵師団を改称し、旧第18歩兵師団の後継部隊として編成された。後に、第18空軍野戦師団の編成時に師団から約2,500名が抽出されたので、海軍と空軍から約3,000人の兵士が追加された。
1944年10月中旬頃、師団の編成が完了し、その後、シュニー・アイフェルに移され、アルデンヌ攻勢に参加した。

## 戦闘
プリュムから約14kmのオルモント、ブラントシャイトの周辺に展開し、その付近の戦況は比較的穏やかであると考えられていた。
12月16日、師団はアルデンヌ攻勢に参加し、シュナイフェルの両面を前進し、ザンクト・フィート制圧の任務を受けた。敵の分断に成功し、対峙するアメリカ軍の陣地を突破して、12月21日にはザンクトフィートを占領した。その後、師団は1944年12月28日にフーベグネス地域に展開していた第1SS装甲師団を救援する命令を受け、部隊は防衛についた。
1945年1月6日、師団は敵左翼方面に侵入したが激しい戦闘により消耗し、1月中旬の時点で師団の兵力は約50人程度となり、行動不能と見なされた。交換部隊の補充後、1月末から2月初めにブライアルフ地域での激しい戦闘を行い、3月初めには、師団の残党はラインブロール付近のライン川を越えて撤退し、その後、師団は3月中旬に解散した。一部の残存部隊は、第26国民擲弾兵師団の残存と共に戦闘団を結成した。

## 備考

### 作戦地域
| 年     | 月日     | 軍団 (Armee-Korps)         | 軍 (Armee)                   | 軍集団 (Heeresgruppe)      | 師団本部   |
| ------ | -------- | -------------------------- | ---------------------------- | -------------------------- | ---------- |
| 1944年 | 9月2日   | 予備軍 （BdE）             | ―                            | ―                          | デンマーク |
| 1944年 | 10月20日 | 第LXVI軍団 （LXVI）        | 第7軍 （7.Armee）            | B軍集団 （Heeresgruppe B） | アルデンヌ |
| 1944年 | 12月24日 | 第LXVI軍団 （LXVI）        | 第6軍 （6.Armee）            | B軍集団 （Heeresgruppe B） | アルデンヌ |
| 1945年 | 1月1日   | 第LXVI軍団 （LXVI）        | 第6軍 （6.Armee）            | B軍集団 （Heeresgruppe B） | アルデンヌ |
| 1945年 | 2月      | 第LXVI軍団 （LXVI）        | 第5装甲軍 （5. Panzerarmee） | B軍集団 （Heeresgruppe B） | アイフェル |
| 1945年 | 3月      | 西方総軍司令部 （OB West） | ―                            | ―                          | カッセル   |

### 歴代師団長
- グスタフ・ホフマン＝シェーンボルン少将（1944年9月2日～1945年2月）
- ヴァルター・ボッシュ（英語版）中将（1945年2月）

### 戦闘序列
- 第293擲弾兵連隊（Grenadier-Regiment 293）
- 第294擲弾兵連隊（Grenadier-Regiment 294）
- 第295擲弾兵連隊（Grenadier-Regiment 295）
- 第1818砲兵連隊（Artillerie-Regiment 1818）
- 第1818野戦補充大隊（Feldersatz-Bataillon 1818）
- 第1818対戦車猟兵大隊（Panzerjäger-Abteilung 1818、1945年4月より第818対戦車猟兵大隊に改称）
- 第1818通信大隊（Divisions-Nachrichten-Abteilung 1818）
- 第1818整備連隊（Versorgungs-Regiment 1818）